# گلن کو
گلن کو 
(به گیلیک اسکاتلندی: Gleann Comhann) یک مسیر رودخانه با منشأ آتشفشانی، در ارتفاعات اسکاتلند است. این منطقه در شمال شهرستان آرگیل، نزدیک به مرز با استان تاریخی لوچابر، در منطقه زیربخش هایلند قرار دارد. گلن به خاطر زیبایی منظره‌اش مورد توجه است.